# Processiebaar

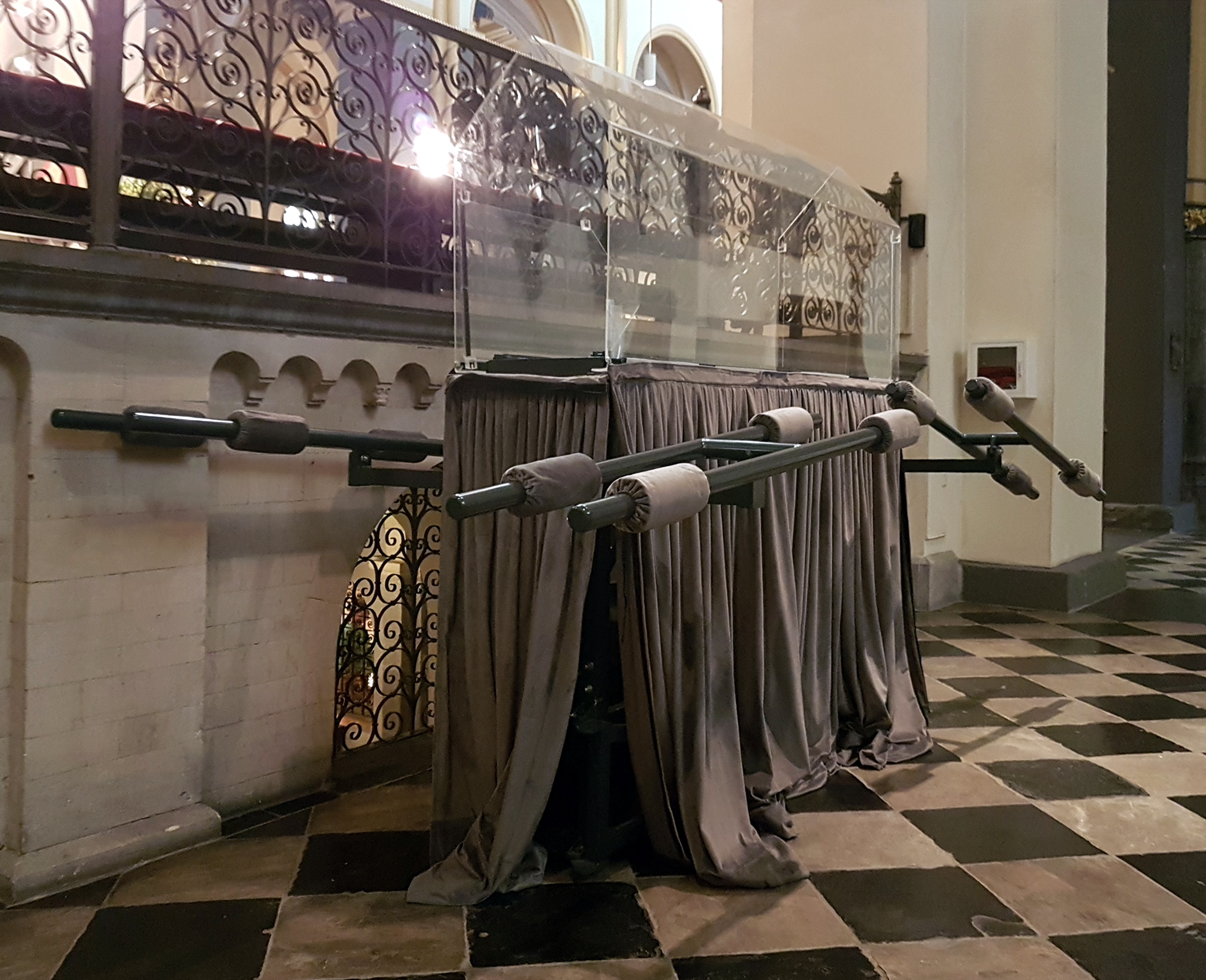
Moderne, stalen processiebaar met perspex omhulsel voor de Noodkist, hier in de Sint-Servaasbasiliek tijdens de Heiligdomsvaart van Maastricht, 2018

Een processiebaar of processiedraagbaar is een draagtoestel (draagbaar) dat bij religieuze processies wordt gebruikt om beelden, reliekhouders of andere devotionele voorwerpen te vervoeren.

## Ontwikkeling
Processiebaren bestaan al zolang er reliekenprocessies worden gehouden. Vroeger waren deze vrijwel altijd van hout en bestonden uit een plank, waarop een voorwerp kon worden geplaatst, met aan de zijkant handvatten, draagbalken of stangen. De draagbalken bij dit type processiebaar steken aan de voor- en achterzijde zodanig uit dat deze rusten op de schouders van twee dragers. Later ontstond het idee om de draagstangen aan beide zijden te verdubbelen, waardoor er aan elke kant plaats is voor twee of meerdere dragers. De baar wordt tijdens processies 'aangekleed' met fraai geborduurde doeken en bloemen.
Omdat het in veel gevallen om oude, kostbare en kwetsbare kunstvoorwerpen gaat, wordt tegenwoordig meer en meer gebruik gemaakt van stalen processiebaren met een stevig onderstel en een verhoogd voetstuk voor het beeld. De baar en het voetstuk zijn bespannen met kostbare stoffen, waardoor een podium in de vorm van een afgeplat tentdak ontstaat. Dit type processiebaar is meestal aan beide zijden voorzien van dubbele, beweegbare draagstangen, waar plaats is voor acht, twaalf of meer dragers.
Aan veel belangrijke devotionele voorwerpen is een dragersgilde of broederschap verbonden. De leden dragen meestal uniforme kleding, soms een zwart pak of jacquet, soms een quasi-liturgisch tuniek. De dragersgroep zorgt ervoor dat de processiebaar in goede staat verkeert, dat het devotiebeeld of het reliekschrijn stevig verankerd is, en dat de processiebaar op een veilige en respectvolle manier wordt voortbewogen. Tijdens de processie kunnen de meeste baren af en toe worden neergezet. De dragers worden meestal regelmatig afgewisseld.

## Afbeeldingen

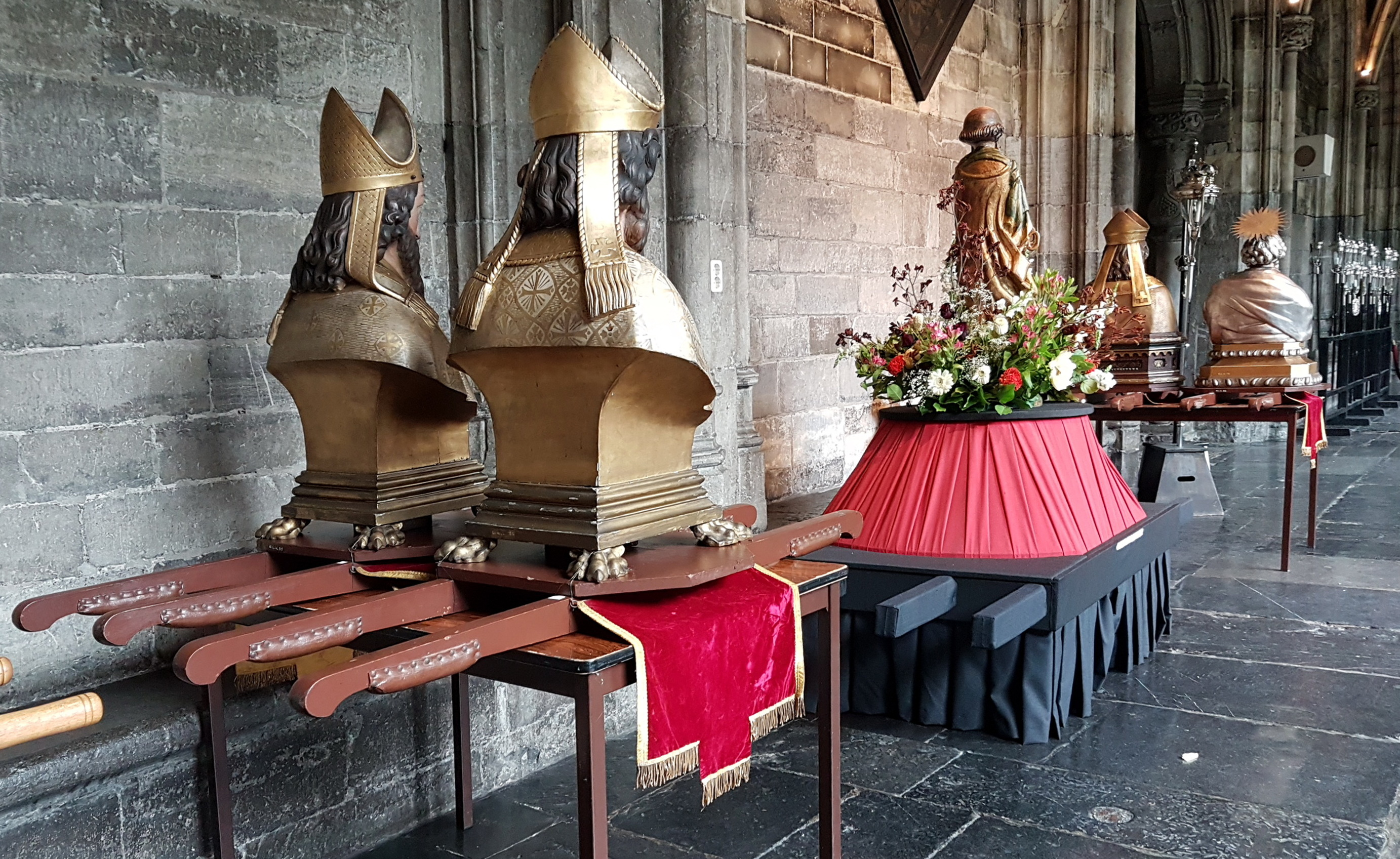
Houten processiebaren, kruisgang OLV-basiliek, Maastricht
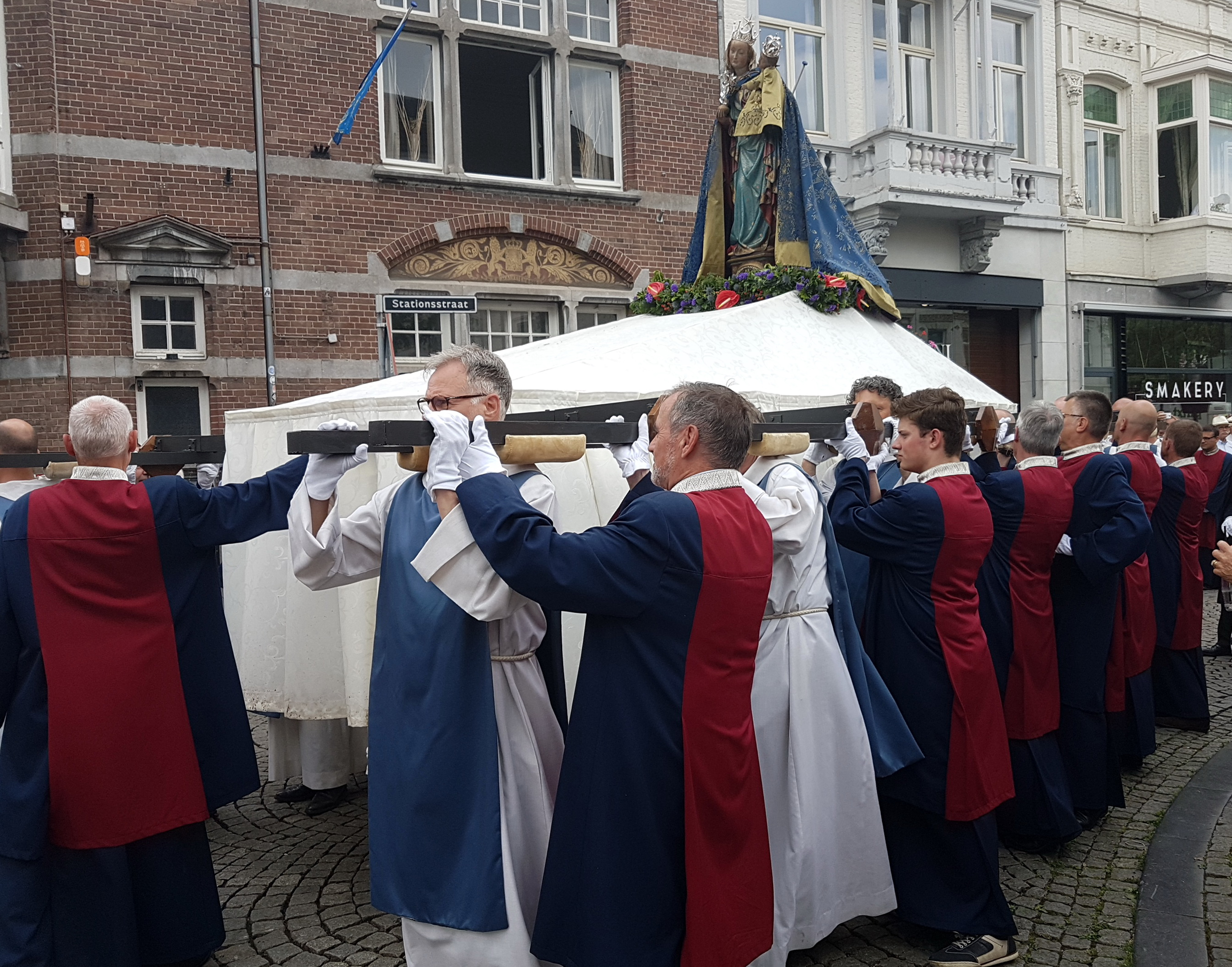
Wisselen van de 12 dragers, processiebaar Sterre der Zee, Heiligdomsvaart Maastricht
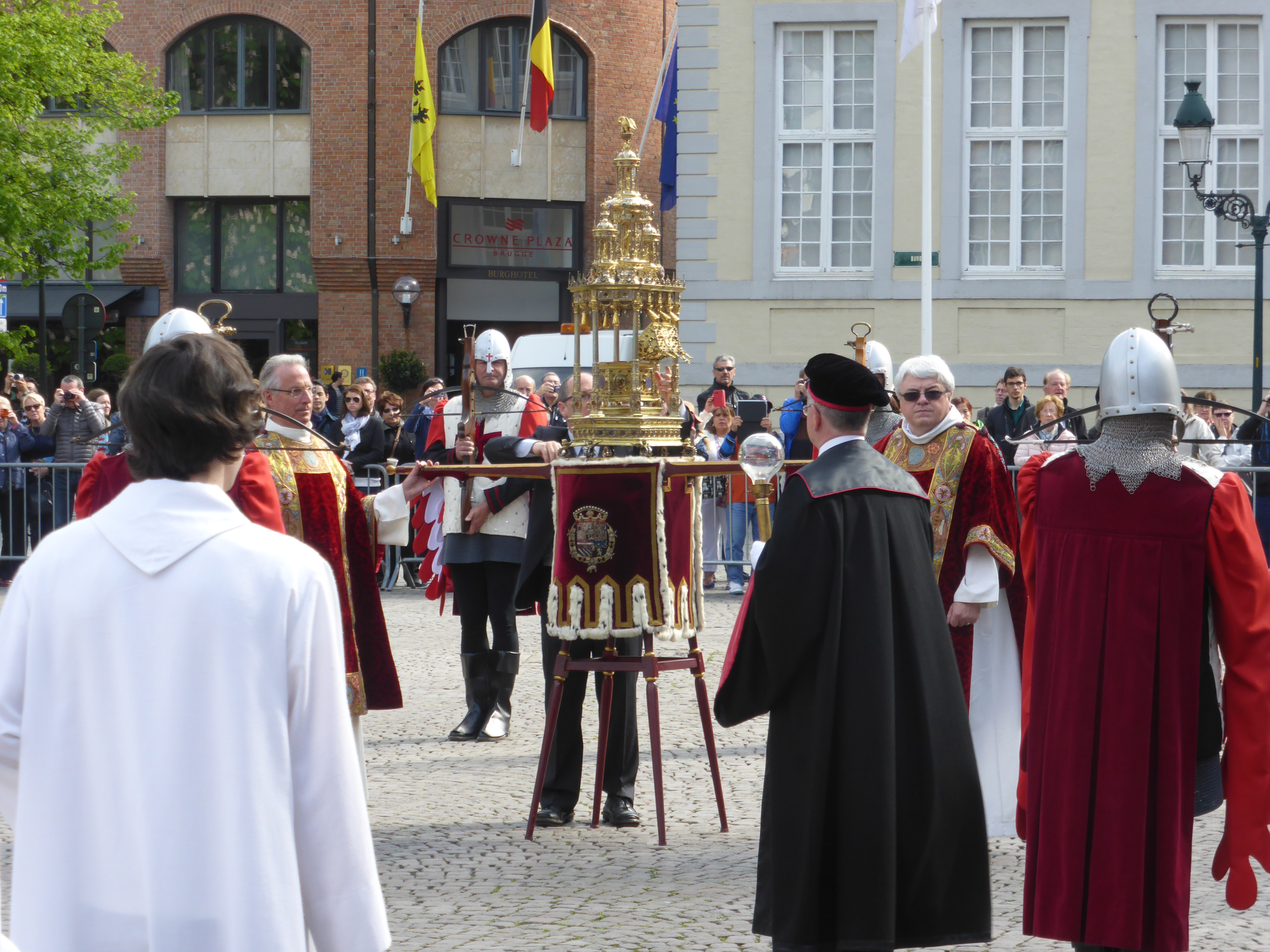
'Rustende' processiebaar met reliekschrijn van het H. Bloed, H. Bloedprocessie, Brugge
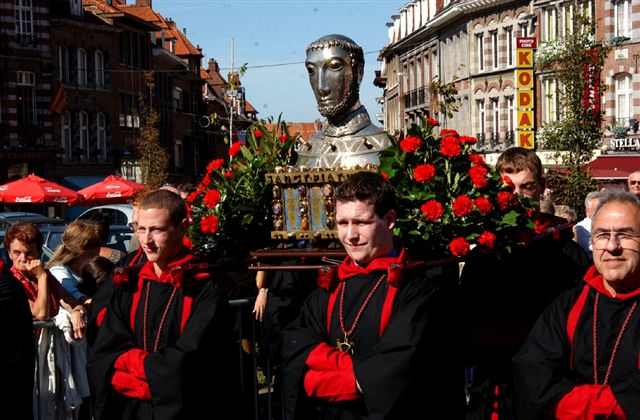
Processiebaar met reliekbuste van Sint-Piatus, Grande Procession, Doornik
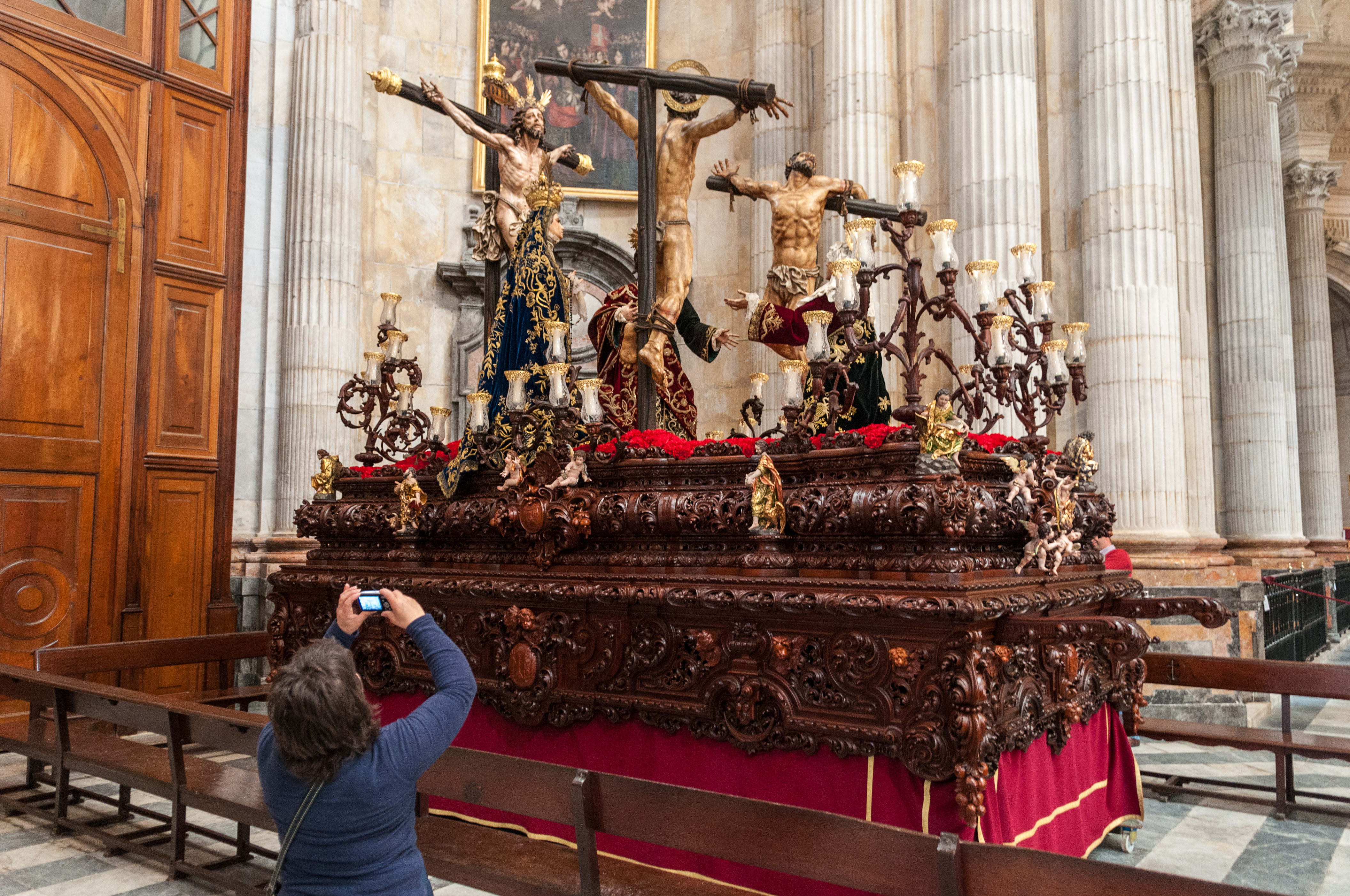
Barokke processiebaar met calvariegroep, kathedraal van Cádiz (Spanje)